# 諸原駅
諸原駅（もろはらえき）は、かつて広島県御調郡御調町（現尾道市）市（いち）諸原550に位置していた、尾道鉄道の駅（廃駅）である。

## 概要
片面ホーム2面2線の地上駅で、交換可能駅である。また、急勾配のため、スイッチバック駅でもあった。

## 歴史
- 1926年（大正15年）4月28日：石畦 - 市間の開通に伴い開業[1]。
- 1957年（昭和32年）2月1日：石畦 - 市の廃止に伴い、廃駅。

## 駅周辺
- 中国バス「諸原」バス停（国道184号）

## 現状
尾道鉄道廃止後、駅跡は生活道路として利用されている。また、廃止前の頃の桜の木は現在も残っている。

## 隣の駅
尾道鉄道
尾道鉄道線
畑駅 - 諸原駅 - 市駅（いちえき）